# Resolutie 653 Veiligheidsraad Verenigde Naties
Resolutie 653 van de Veiligheidsraad van de Verenigde Naties werd unaniem aangenomen op 20 april 1990. Middels deze resolutie werd er ingestemd met een aantal nieuwe taken voor de ONUCA-waarnemersgroep in Centraal-Amerika.

## Achtergrond
Begin jaren 1980 waren de landen Nicaragua, Honduras en ook El Salvador in conflict met elkaar. In Nicaragua voerden allerlei groeperingen een gewapende strijd tegen de overheid. Die groeperingen werden heimelijk gesteund door de Verenigde Staten. Die laatsten gingen ook een overeenkomst aan met Honduras tegen communistische bewegingen in Nicaragua en El-Salvador.
Colombia, Mexico, Panama en Venezuela lanceerden toen de Contadora-groep, een initiatief om de conflicten in Centraal-Amerika te bezweren. Begin 1989 tekenden vijf Centraal-Amerikaanse presidenten, die van Costa Rica, El Salvador, Guatemala, Honduras en Nicaragua een overeenkomst waarin ze democratisering, een staakt-het-vuren en vrije verkiezingen beloofden.
Ze vroegen ook een waarnemingsmacht aan de Verenigde Naties om toe te zien op de uitvoering van de overeenkomst. Die macht, ONUCA, controleerde of de steun aan rebellengroepen was opgedroogd en of de landen nog toelieten dat vanuit hun grondgebied andere landen werden aangevallen. ONUCA bleef actief tot januari 1992.

## Inhoud
De Veiligheidsraad:
- heeft de brief van de secretaris-generaal Javier Pérez de Cuéllar over het akkoord met betrekking tot de volledige demobilisatie door ONUCA van het Nicaraguaanse verzet – de Contra – binnen vijf te creëren veiligheidszones tussen 25 april en 10 juni bestudeerd;
- bevestigt de resoluties 644 en 650;

1. steunt de voorstellen voor de nieuwe taken van ONUCA van de secretaris-generaal;
2. vraagt de secretaris-generaal om voor het einde van het lopende mandaat van de groep op 7 mei te rapporteren over alle aspecten van de operaties.

## Verwante resoluties
- Resolutie 644 Veiligheidsraad Verenigde Naties (1989)
- Resolutie 650 Veiligheidsraad Verenigde Naties
- Resolutie 654 Veiligheidsraad Verenigde Naties
- Resolutie 656 Veiligheidsraad Verenigde Naties

Lijst ·  647 ·  648 ·  649 ·  650 ·  651 ·  652 ·  653 ·  654 ·  655 ·  656 ·  657 ·  658 ·  659 ·  660 ·  661 ·  662 ·  663 ·  664 ·  665 ·  666 ·  667 ·  668 ·  669 ·  670 ·  671 ·  672 ·  673 ·  674 ·  675 ·  676 ·  677 ·  678 ·  679 ·  680 ·  681 ·  682 ·  683